# Гелен Родрігес Тріас
Гелен Родрігес Тріас (англ. Helen Rodríguez Trías, 7 липня 1929 — 27 грудня 2001) — американський педіатр, педагог та феміністка, боролася за репродуктивні права та свободи корінних американок.

## Біографія
Народилася 7 липня 1929 року в Нью-Йорку, почала працювати в Пуерто-Рико. Після здобуття докторського ступеня з медицини в 1960 році створила перший центр по догляду за новонародженими в Пуерто-Рико в Університетській лікарні в Сан-Хуані. Повернувшись до США в 1970 році, Тріас стала активісткою репродуктивних прав, особливо для жінок в Пуерто-Рико, виявивши, що американський уряд незаконно та без їх згоди стерилізував пуерториканок.
Тріас разом з іншими фахівцями в галузі охорони здоров'я сформувала Комітет з припинення зловживань стерилізацією в 1974 році. Комітет боровся за репродуктивні права жінок в Пуерто-Рико і допомагав скласти рекомендації щодо практики стерилізації, які були використані в країні в 1978 році.
Після внеску в припинення насильницької стерилізації в Пуерто-Рико Родрігес Тріас провела 80-ті, захищаючи права жінок меншин, інфікованих ВІЛ. Потім у 90-х була співдиректором Тихоокеанського інституту здоров'я жінок, що покращує сексуальне та репродуктивне здоров'я і добробут жінок як на місцевому, так і на світовому рівні.
Родрігес Тріас одного разу заявила, що її найбільше натхнення походить від «досвіду [її] власної матері, тіток і сестер, які зіткнулися з такою кількістю обмежень у своїй боротьбі процвітати та реалізувати свій повний потенціал».
8 січня 2001 року президент Білл Клінтон нагородив Гелен Родрігес Тріас медаллю Громадянського президента, другою за значенням цивільною нагородою в США, за її роботу від імені жінок, дітей, людей з ВІЛ та СНІД-ом та бідних людей.
Гелен Родрігес Тріас померла 21 грудня 2001 року. Її боротьба забезпечила великий прогрес у репродуктивних правах жінок.